# МАЗ-205 (автобус)
МАЗ-205 — белорусский городской сочленённый низкопольный автобус особо большой вместимости. Предназначен для крупных городов  с интенсивным и сверхинтенсивным пассажиропотоками. Является преемником МАЗ-105. Выпускался в единственной модификации .069, выпущено всего 8 экземпляров.

## Описание
Презентация МАЗ-205 состоялась на Минском автозаводе 7 октября 2009 года. 
Как и базовый МАЗ-203, МАЗ-205 полностью низкопольный, что очень удобно для городских маршрутов. Также есть пандус для людей с ограниченными возможностями. МАЗ-205 соответствует европейским нормам.
В кабине водителя установлено новейшее оборудование, а также имеется большое количество удобств для водителя. Как и на МАЗ-203, передние двери предназначены только для пассажиров (в одной модификации есть пятая («глухая») дверь для водителя).
Двигатель на МАЗ-205 — Mercedes-Benz (Евро-5), что позволяет его эксплуатировать в странах Восточной Европы. Поскольку некоторые страны переходят на Евро-5, МАЗ-205 предлагается как замена старым автобусам. Двигатель находится перед «гармошкой».
Эксплуатируется вПольше. В России можно было встретить в Тюмени, ныне отставлены от эксплуатации
В 2011 году был также представлен и удлинённый вариант с бо́льшим количеством дверей МАЗ-215 — городской сочленённый низкопольный автобус особо большой вместимости Минского автомобильного завода. В 2018 году был разработан МАЗ-216 - автобус с двигателем в прицепе («толкающий» привод).

## Галерея
- Вид слева
- Вид сзади
- Оборудование в кабине
- Салон спереди
- Салон в середине
- Салон сзади